# Santa Maria del Castell de Cubells
Santa Maria del Castell de Cubells és l'església del castell de Cubells al municipi homònim de la comarca de la Noguera declarat bé cultural d'interès nacional.

## Descripció

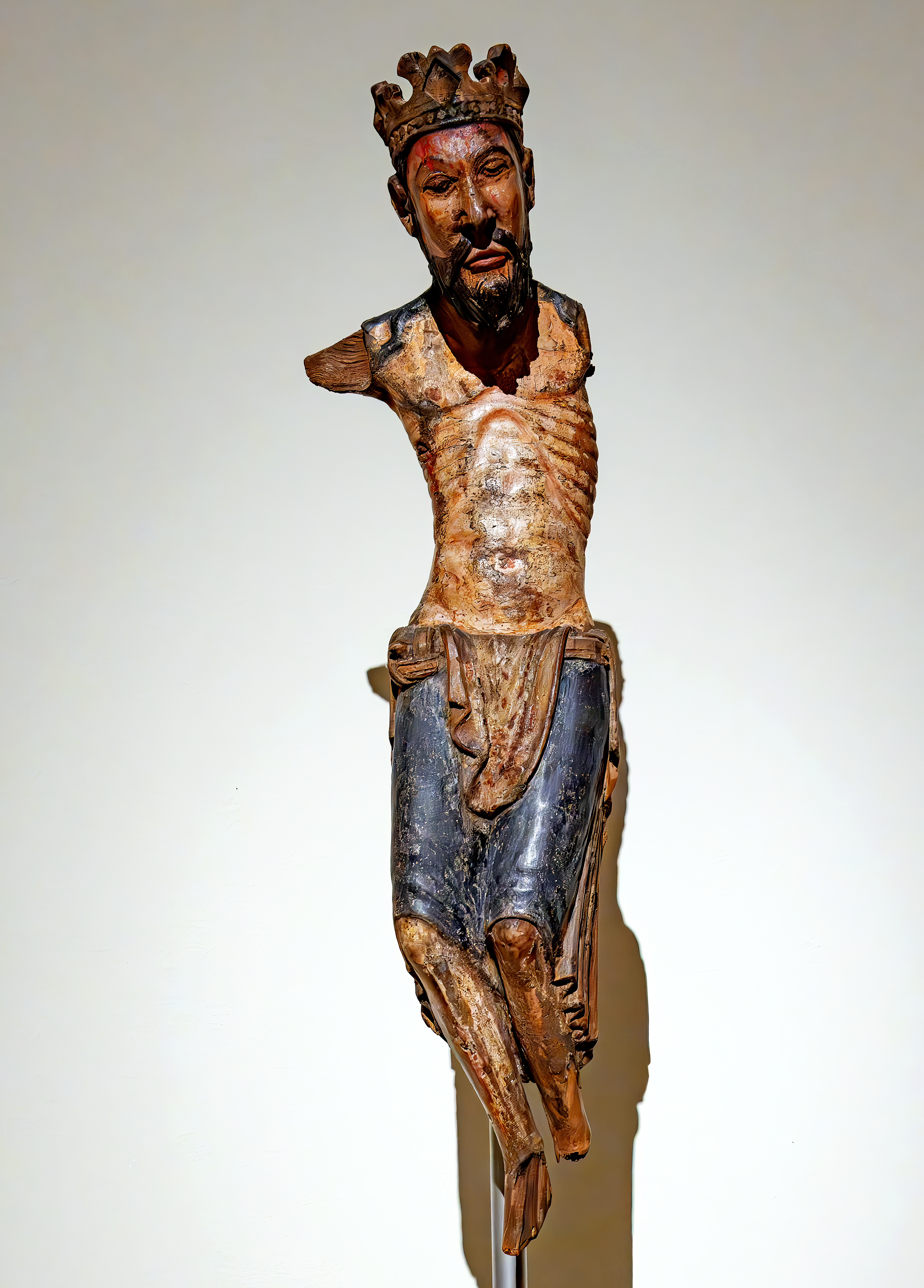
Crist de Cubells MNAC

L'església de Santa Maria està situada al punt més alt de la vila, i és l'únic element conservat de l'antic castell de Cubells que ocupava l'espai on avui s'obre la plaça. Al costat de tramuntana s'hi aixecà un nou temple i l'església romànica actuava d'atri. Amb la restauració s'ha segregat. Bastida al segle xiii, és un exponent del darrer romànic de "l'escola de Lleida". L'edifici originari, de dimensions reduïdes, és d'una nau i absis semicircular, el qual és precedit per un eixamplament de la nau a manera de tímid transsepte. El parament extern és decorat per una cornisa sobre mènsules que corre per sota del ràfec de la teulada. La nau, coberta amb volta de canó apuntada, sobre arcs torals, fou allargada pel costat de ponent l'any 1748, amb la construcció d'un cor sobreposat i l'obertura d'un senzill portal.

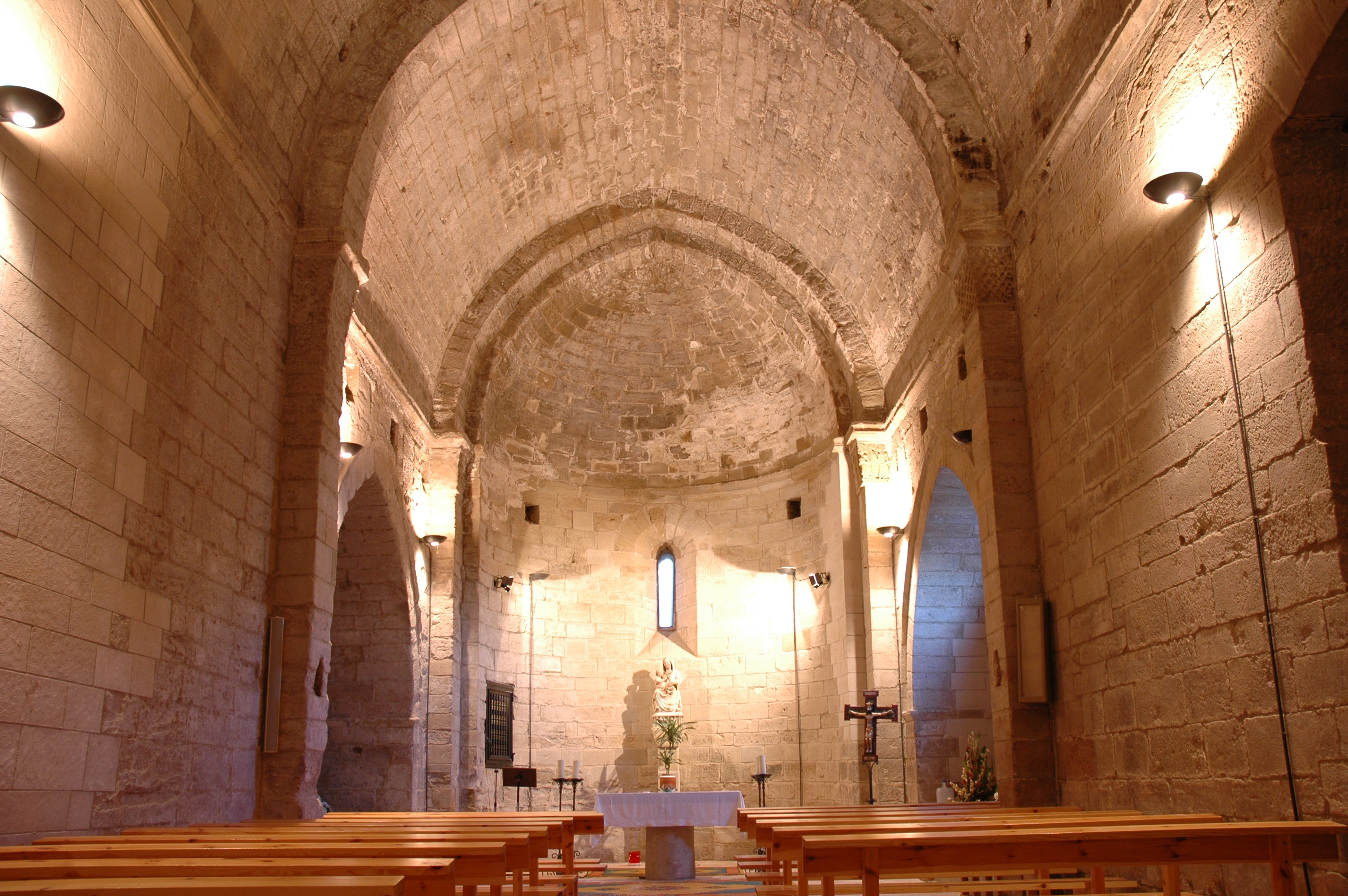
Interior

Tret d'algun detall ornamental de l'interior, la decoració escultòrica es concentra a la magnífica portada romànica del mur de migdia. Emmarcada en un cos sobresortint, rematat per una cornisa amb mènsules figurades, és formada per sis arquivoltes en degradació, l'última de les quals forma guardapols. Les arquivoltes, que descansen sobre sis parells de columnes monolítiques, compten amb uns motius temàtics i ornamentals que formen part dels repertoris emprats pels tallers lleidatans fins entrat el segle xiii: dents de serra, puntes de diamant, arquets entrellaçats, etc., si bé en aquest cas es dona un predomini de l'entrellaçat, així com dels relleus baixos amb figuració. El fris continu, que subratlla la línia d'impostes i en el qual es perfilen una mena de capitells sobre dobles columnes, recull el joc ornamental entre temes figurats en relleu pla (amb ritmes reiterats i una certa simetria) i els esquemes vegetals estilitzats.

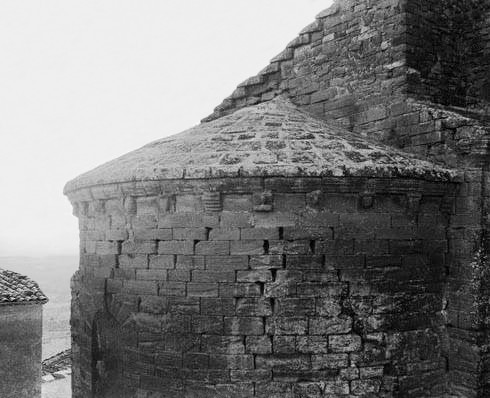
Absis de Santa Maria en una imatge d'entre 1912 i 1924

L'exterior de l'edifici evidencia les reformes i ampliacions fetes a mitjans de segle xviii i XIX. De fet, l'antiga capella es va convertir en un atri de l'església nova, bastida al segle xix perpendicularment a la nau romànica, fins que la restauració recent li ha retornat la seva autonomia i la seva funció original. La portada és oberta al costat sud de l'església, al mur de l'epístola corresponent al segon tram de la nau. La porta, de fusta, és d'influència mudèjar. La portada està formada per sis grups d'arquivoltes i la darrera forma guardapols. El volum dels capitells és de forma conoide invertida i generatriu còncava. El material emprat és la pedra sorrenca, poc resistent a l'erosió, que s'ha mantingut fins ara gràcies a la profunditat de les arcades. La temàtica és relativament escassa, però molt rica en variants: ocells en variades actituds, figures humanes, la figura d'un lleó... Molts dels temes zoomòrfics que es troben semblen arribar de l'art del teixit, i del treball del guix, del qual els àrabs del país eren excel·lents artistes. Es poden veure, per exemple, dues serps que omplen les dues cares del capitell, entrecreuant els cossos i caps a la part central superior i que semblen enfrontades en una lluita ferotge.
D'aquesta capella prové la imatge gòtica d'alabastre de la Verge de la Llet, actualment guardada a la parròquia de Sant Pere.

## Notícies històriques
L'església fou bastida al segle xiii com a capella del castell. Ampliada per ponent el 1748, al segle xix esdevingué un simple atri de l'església nova, bastida perpendicularment a la nau romànica, i amb la qual comunicava per un portal tapiat en la recent restauració.